# Cryptocnemus
Cryptocnemus is een geslacht van kreeftachtigen uit de klasse van de Malacostraca (hogere kreeftachtigen).

## Soorten
- Cryptocnemus aberrans Balss, 1938
- Cryptocnemus calmani Ihle, 1915
- Cryptocnemus chinensis Chen, 1995
- Cryptocnemus crenulatus Grant & McCulloch, 1906
- Cryptocnemus grandidieri A. Milne-Edwards, 1865
- Cryptocnemus haddoni Calman, 1900
- Cryptocnemus hemispheroides Campbell, 1971
- Cryptocnemus holdsworthi Miers, 1877
- Cryptocnemus kamekii Sakai, 1961
- Cryptocnemus macrognathus Ihle, 1915
- Cryptocnemus marginatus Sakai, 1983
- Cryptocnemus mortenseni Rathbun, 1909
- Cryptocnemus obolus Ortmann, 1892
- Cryptocnemus pentagonus Stimpson, 1858
- Cryptocnemus planus Ward, 1933
- Cryptocnemus siamensis Serène & Soh, 1976
- Cryptocnemus stimpsoni Ihle, 1915
- Cryptocnemus trapezoides Ihle, 1915
- Cryptocnemus trigonus Komatsu & Takeda, 2000
- Cryptocnemus tuberosus Klunzinger, 1906
- Cryptocnemus vincentianus Hale, 1927